# Ashbrittle
Ashbrittle is een civil parish in het bestuurlijke gebied Somerset West and Taunton, in het Engelse graafschap Somerset met 225 inwoners.